# Basquet Club Gramenet
El Club Básquet Santa Coloma es un club de baloncesto localizado en Santa Coloma de Gramenet (Barcelona) y que a lo largo de su historia ha tenido diversas denominaciones así como cambios en la nomenclatura del club. En los años 80 disputó la máxima categoría del baloncesto español bajo el patrocinio de Licor 43, siendo su nombre de club original BCC Santa Coloma.

## Historia

### La herencia del Cotonificio
El Cotonificio de Badalona era uno de los equipos punteros a nivel deportivo de la Liga Española de Baloncesto ya que había conseguido numerosas clasificaciones para competiciones europeas así como una importante 3a posición en la liga de la temporada 82-83 bajo las órdenes de Aíto García Reneses. Los problemas económicos y logísticos del club, que no disponía de pabellón propio, hicieron muy difícil la continuidad de un proyecto deportivo profesional en Badalona. Además, el Círcol Catòlic, entidad a la que estaba adscrita la sección de baloncesto, decidió cesar sus actividades deportivas, con lo que los rectores del proyecto hubieron de buscar alternativas viables para competir en la temporada 84-85.
El Ayuntamiento de la vecina localidad de Santa Coloma de Gramenet ofreció acoger al equipo fusionando la estructura profesional del Cotonificio con el CB Santa Coloma dando nacimiento al BCC Santa Coloma que fue apoyado desde el inicio por el patrocinio de la empresa Licor 43 que dio su nombre al equipo.

### La etapa Licor 43  (1983-1986)

#### Temporada 1983-84
Con el patrocinio de Licor 43 el equipo se configuró alrededor de algunos de los jugadores que procedían del Cotonificio como Cuesta, Freixanet o Pou, además de la incorporación de otro jugador con pasado en el Cotonificio como Quim Costa, tras una temporada en el FC Barcelona. Como americanos llegarían Dykema y Phillips, y el primer entrenador sería Manel Comas que había ejercido de ayudante y de responsable de los juniors del Cotonificio y también había dirigido al Joventut de Badalona.
Tras unos inicios irregulares el equipo de Santa Coloma consiguió hacerse con una 8a posición obteniendo 10 victorias por 8 derrotas obteniendo el pase para los play-off de la temporada 83-84 donde fueron eliminados por el Real Madrid por 2-1. Como premio a su buena temporada el equipo se clasificó para disputar la siguiente edición de la Copa Korac.

#### Temporada 84-85
En este curso el Licor 43 consiguió su mejor clasificación en la ACB al obtener la 4a plaza con 16 partidos ganados por 12 perdidos, eliminando al CAI Zaragoza en cuartos de final, y cayendo nuevamente eliminados a manos del Real Madrid. En la Copa Korac el equipo avanzó hasta la ronda de cuartos de final donde el Cantú y Estrella Roja impusieron su mayor tradición en la competición continental.
En esta histórica temporada Manel Comas se mantuvo al frente de un equipo que mantuvo su estructura respecto a la campaña anterior pero substituyendo a Ruland por el tirador Craig Dykema que realizó unos muy buenos números sobre todo gracias a la implantación de la línea de 3 puntos desde donde era un consumado especialista. 

#### Temporada 85-86
Manel Comas no siguió al frente del Licor 43 debido a una oferta del CAI Zaragoza y tampoco lo hicieron dos de sus piezas claves como eran Phillips, fichado por el Español, y Dykema, incorporado por el  Cajamadrid. Ocupó el banquillo un joven Miguel López Abril aunque los malos resultados provocaron que fuera substituido a los tres meses de competición por Joan Costa.  Buena parte de la causa de los malos resultados deportivos, además de los problemas económicos que empezaban a afcetar a la plantilla, fue la escasa fortuna en la contratación de los dos jugadores norteamericanos: Marcellus Starks fue substituido por Charles Yates y posteriormente llegaría Leonard Allen en lugar de este, mientras que Tim Dillon se mantuvo durante la toda temporada. 
El equipo obtuvo unas discretas 4 victorias por 10 derrotas en la segunda fase de la competición con lo que se clasificó en última posición habiendo de enfrentarse al Magia de Huesca con factor campo en contra en la lucha por una permanencia en la ACB que no se pudo mantener debido a la derrota por 2-1 ante el equipo aragonés.
Pese a la pérdida de la categoría ACB, esta temporada cabe destacar la trayectoria del equipo junior que consiguió una cuarta plaza en el Campeonato de España disputado en Badalona.

### Los años de Primera 'B'
Tras el descenso a Primera 'B' el equipo cambió su denominación pasando a llamarse Metro Santa Coloma y se propuso recuperar su plaza en ACB con la mayor brevedad posible. En la temporada 87-88 el club, reforzado con los norteamericanos Campbell y Bingenheimer, estuvo a punto de ascender nuevamente a ACB pero en la eliminatoria que daba derecho al ascenso el Pamesa Valencia acabó imponiendo su condición de local y dejando al Santa Coloma sin premio.
En la temporada 88-89 el Metro Santa Coloma descendió a 2a Nacional pese al buen hacer de un joven Xavi Fernández aunque fue un descenso efímero ya que en la temporada 90-91 el equipo volvió a la categoría de plata con la destacada aportación del norteamericano Marvin Alexander y bajo el patrocinio de Lotus. En esta temporada el canterano Carlos Broncano se proclamó campeón del concurso de mates de 1a 'B' disputado en Guadalajara.
La temporada 91-92 fue la última en Primera 'B' debido al descenso a 2a Nacional como Lotus Santa Coloma.

### La etapa Condis Gramenet
Tras el descenso a 2a Nacional el club sufrió una fuerte reestructuración que culminó con el cambio de nomenclatura a CB Gramenet y con el patrocinio de la empresa Condis que no fue suficiente para que el equipo se mantuviera, descendiendo a Primera Autonómica.
Bajo la dirección del entrenador Juan María Gavaldà el Condis protagonizó una escalada de resultados muy importante pasando en apenas tres temporadas de Primera Autonómica hasta Liga EBA con dos ascensos de por medio. Las exigencias económicas de la liga EBA y los pocos recursos de la entidad fueron algunos de los condicionantes que llevaron al club a integrarse en el principal club de fútbol de la localidad, la UDA Gramenet, y a convertirse en su sección de baloncesto en el año 2000.
Esa misma temporada, la 2000-01, el equipo se proclamó campeón de Liga EBA ascendiendo nuevamente, tras casi una década, a una competición de carácter nacional como la LEB2. En el único curso en esta categoría el equipo mantuvo la categoría con 13 ganados y 17 perdidos pero no pudo seguir compitiendo a este nivel por sus problemas económicos, prescindiendo del primer equipo semiprofesional y volviendo a centrarse en el baloncesto amateur.

### La vuelta alamateurismo
Tras la fallida experiencia económica en la LEB2 pese a ganarse la permanencia en la pista, el club centró sus esfuerzos nuevamente en el deporte de formación y en un sénior que empezó desde Segunda Autonómica y ascendió a la máxima categoría del baloncesto catalán, Copa Catalunya (antigua 2a Nacional), en la temporada 2007-08. El primer año en que nuevamente, la sección de baloncesto se desvinculó del club de fútbol.
Desde la década de los 2010 compite bajo el nombre de CB Santa Coloma en Copa Catalunya, en la segunda máxima categoría del baloncesto catalán, buscando el ascenso a Super Copa.

## Jugadores históricos
- Joaquim Costa
- Xavi Fernández
- Mike Phillips
- Jordi Freixanet